# Málnasodró tükrösmoly
A málnasodró tükrösmoly (Notocelia uddmanniana) a valódi lepkék (Glossata) alrendjébe tartozó sodrómolyfélék (Tortricidae) családjának Magyarországon is honos faja.

## Elterjedése, élőhelye
Epiblema uddmanniana01.jpg
Európában (Angliában is), Kis-Ázsiában, Szíriában és Észak-Afrikában honos faj. Hazánk
bokros-erdős hegy- és dombvidékein általános.

## Megjelenése
Szürkésbarnán csíkos szárnyát nagy, vörösesbarna folt díszíti. A szárny fesztávolsága 14–21 mm.

## Életmódja
Egy évben két nemzedéke kel ki. Az L3 fejlettségű hernyók telelnek át kis szövedéktokban a hajtások alapjánál, majd tavasszal (március végén–április elején) behatolnak a rügyekbe. Ezután összesodorják a leveleket, lerágják a hajtásvégeket, majd május–júniusban a növényen vagy a földön (többnyire moha között), fehér szövedékben alakulnak bábbá. A lepkék júniusban
rajzanak. Egyesével rakják petéiket a csúcshajtások leveleire. A  második rajzás július–
augusztusra esik és az ezekből a petékből kikelő hernyók telelnek át.
Polifág faj. Tápnövényei a termesztett és vadon termő Rubus (málna és szeder)-fajok és fajták, így:
- a kerti málna,
- az erdei málna,
- a szeder,
- a szedermálna és
- a tüskétlen szeder is.

Tömegesen fellépve jelentősen károsíthatja a málnafélék hajtásait.

## Külső hivatkozások
- Mészáros Zoltán – Szabóky Csaba: A magyarországi molylepkék gyakorlati albuma. Budapest: Agroinform. 2005.  arch Hozzáférés: 2018. április 6. (PDF)